# Just Breathe
«Just Breathe» — пісня американського рок-гурту Pearl Jam, що вийшла на другому синглі з альбому Backspacer (2009) разом із «Got Some».

## Історія створення
«Just Breathe» побудована навколо гітарного акорду, з якого починається інструментальна композиція «Toulumne», написана Едді Веддером для свого дебютного сольного альбому Into the Wild, що вийшов 2007 року. Вокаліст спочатку написав для неї текст, а потім створив додатковий бридж. До аранжування композиції долучились інші музиканти та продюсер Брендан О'Браєн. В результаті бридж перетворився на приспів. Також зусиллями продюсера до другої половини пісні було додано оркестрове аранжування із використанням струнних інструментів.
Текст пісні написаний Едді Веддером. Він розмислює про найщасливіші моменти в житті, і про те, що ми часто їх не помічаємо, бо кудись поспішаємо. «Іноді хочеться просто зупинитись, навіть не розмовляти, а просто дихати» — пояснював вокаліст назву та зміст композиції.

## Вихід синглу
Пісня «Just Breathe» увійшла до альбому Pearl Jam Backspacer, що вийшов 2009 року. Вона також була випущена на синглі з двома сторонами «А»: Got Some / Just Breathe, що вийшов 16 листопада 2009 року на лейблі Universal / Island Records обмеженим тиражем на компакт-дисках та вінілових платівках.
«Just Breathe» стала одним з найуспішніших синглів Pearl Jam. Одразу після виходу він посів 78 місце в чарті Billboard Hot 100, та 6 місце в хіт-параді Alternative Airplay. З часом «Just Breathe» став найбільш продаваним синглом Pearl Jam в США, у 2014 році отримавши «платиновий диск» RIAA з більш ніж 1 млн проданих примірників. 

## Місця в чартах
| Хіт-парад (2009–10)                 | Найвища позиція |
| ----------------------------------- | --------------- |
| Канада (Canadian Hot 100)           | 30              |
| Канада Rock (Billboard)             | 1               |
| Croatia (ARC Top 100)               | 80              |
| Нідерланди (Dutch Top 40)           | 14              |
| Нідерланди (Mega Single Top 100)    | 18              |
| Polish Singles Chart (LP3)          | 1               |
| Португалія (AFP)                    | 9               |
| США (Billboard Hot 100)             | 78              |
| США (Adult Top 40) (Billboard)      | 20              |
| США (Alternative Songs) (Billboard) | 6               |
| США (Mainstream Rock) (Billboard)   | 36              |